# Ingerland
Ingerland, auch: Engerland, ist eine scherzhafte, auf der Aussprache des Landesnamens in Fußball-Fangesängen basierende Schreibung des Wortes England.
Im englischen Alltag kommt der Begriff Ingerland in vielen Bereichen, zum Beispiel Schlachtgesängen von Sportfans, Beschreibungen bei Partnerschaftsanzeigen und in Reiseführern vor.
International bekannt geworden ist das Wort Ingerland beispielsweise als Teil des Refrains des Lieds World in Motion von "Englandneworder", dem gemeinsam von der englischen Nationalmannschaft und der Band New Order gesungenen offiziellen Song zur Fußball-WM 1990, sowie  erneut bei der Fußball-EM 1996 in England.